# 広島県保育所一覧
広島県保育所一覧（ひろしまけんほいくしょいちらん）は、広島県の保育所の一覧。

## 公立保育所

### 広島市

#### 安芸区
- 広島市立中野保育園
- 広島市立畑賀保育園
- 広島市立阿戸保育園
- 広島市立船越西部保育園
- 広島市立船越南部保育園
- 広島市立矢野中央保育園
- 広島市立矢野東保育園
- 広島市立矢野西保育園

#### 安佐北区
- 広島市立高南保育園
- 広島市立三田保育園
- 広島市立狩留家保育園
- 広島市立狩小川保育園
- 広島市立深川保育園
- 広島市立真亀保育園
- 広島市立落合保育園
- 広島市立口田保育園
- 広島市立大林保育園
- 広島市立城保育園
- 広島市立可部東保育園
- 広島市立亀山南保育園
- 広島市立いずみ保育園
- 広島市立くりが丘保育園
- 広島市立久地保育園

#### 安佐南区
- 広島市立川内保育園
- 広島市立緑井保育園
- 広島市立大町保育園
- 広島市立大町第二保育園
- 広島市立安東保育園
- 広島市立上安保育園
- 広島市立中筋保育園
- 広島市立古市保育園
- 広島市立原保育園
- 広島市立祇園保育園
- 広島市立長束保育園
- 広島市立山本保育園
- 広島市立沼田保育園

#### 中区
- 広島市立基町保育園
- 広島市立竹屋保育園
- 広島市立吉島保育園
- 広島市立本川保育園
- 広島市立神崎保育園
- 広島市立舟入保育園
- 広島市立江波保育園
- 広島市立江波第二保育園

#### 東区
- 広島市立福木保育園
- 広島市立温品保育園
- 広島市立戸坂保育園
- 広島市立東浄保育園
- 広島市立中山保育園
- 広島市立わかくさ保育園
- 広島市立あけぼの保育園

#### 南区
- 広島市立荒神保育園
- 広島市立大州保育園
- 広島市立青崎保育園
- 広島市立皆実保育園
- 広島市立大河保育園
- 広島市立仁保新町保育園
- 広島市立仁保保育園
- 広島市立楠那保育園
- 広島市立宇品東保育園
- 広島市立元宇品保育園
- 広島市立出島保育園
- 広島市立似島保育園

#### 西区
- 広島市立三篠保育園
- 広島市立横川保育園
- 広島市立小河内保育園
- 広島市立ふくしま保育園
- 広島市立ふくしま第二保育園
- 広島市立己斐保育園
- 広島市立古田保育園
- 広島市立庚午保育園
- 広島市立草津保育園
- 広島市立みゆき保育園
- 広島市立井口保育園

#### 佐伯区
- 広島市立湯来保育園
- 広島市立湯来南保育園
- 広島市立石内保育園
- 広島市立河内保育園
- 広島市立五月が丘保育園
- 広島市立利松保育園
- 広島市立八幡東保育園
- 広島市立八幡保育園
- 広島市立千同保育園
- 広島市立坪井保育園
- 広島市立三筋保育園
- 広島市立鈴峰園保育園
- 広島市立五日市中央北保育園
- 広島市立五日市駅前保育園
- 広島市立五日市南保育園
- 広島市立美の里保育園

## 私立保育所

### 中区
- 中央通り保育所

### 呉市
- ときわ保育園
- 徳風保育園
- ほっぺ病児保育園
- 横路保育所